# 李祖永
李祖永（1903年—1959年12月23日），上海香港电影制片人兼企业家。

## 生平
祖籍浙江镇海县小港，是小港李家第四代代表成员。1903年12月20日生于上海。父亲李屑清是津门金融巨子，造币局监督。毕业于南开大学，在南开因生活阔绰而被称为“宁波阔少”。赴美国留学，毕业于美国马萨诸塞大学阿默斯特分校（旧译阿姆斯特大学或爱墨赫斯脱大学）。回上海在光华大学任教。接手大业印刷厂任厂长、经理，承办中央银行印刷纸币。创办伦信地产公司经营房地产。投资建造淮海中路的永业大楼和南京路“新世界”。
1946年迁居香港，居深水湾。1947年在香港创办永华影业公司。1947年8月开始制片。是当时香港最大的制片厂和电影企业。1948年经营下滑。1949年初次亏损。至1949年，制作11部华语片。1950至1951年，进入停产整顿期。1951年至1953年陆续拍了9部电影。1954年经营再度陷入困境。1956年，由国泰影业公司接手。1957年，李祖永主拍最后一部电影而息影。1959年12月23日因中风逝世于香港。

## 家庭
有三子：
- 长子李名伦，香港美国企业家，娶日本妻[4]。
- 二子李名信，美籍华人建筑师。
- 三子李名仪，美籍华人建筑师[5]。

## 代表作品
- 《海誓》
- 《怒潮》
- 《山河泪》
- 《生与死》
- 《春风秋雨》
- 《火葬》，在巴拿马国际电影节，是华人电影首次获国际奖项。在法国上映，是中国电影首次在欧洲播放[1]。
- 《清宫秘史》，入选洛迦诺国际电影节。在欧洲、美国、中东十多个国家上映，是当时在最多国家上映的华人电影。但一度成为“禁片”[1]。
- 《翠翠》
- 《拜金的人》